# 我們的冒險
《我們的冒險》（日語：ボクらの冒険）是日本搖滾樂團Kids Alive總計第4張單曲。2001年11月14日由cutting edge（現已併入avex trax）發行。

## 概要
《我們的冒險》是東京電視台電視動畫《棋魂》採用的第一首片尾主題曲。後來收錄在2002年1月23日發行的首張專輯《3 Colors Infinity》。

## 收錄歌曲
所有歌曲由Kids Alive、朝三“sammy”憲一編曲：
1. 我們的冒險 [3:56] 
  - 作詞：Keiji，作曲：Keiji、朝三“sammy”憲一
  - 東京電視台電視動畫《棋魂》片尾主題曲
2. Reign Heart [4:09] 
  - 作詞：Keiji、Jam，作曲：Keiji
  - 東京電視台音樂節目《倫敦音樂館 Lon-mu（日语：倫敦音楽館 Lon-mu）》片頭主題曲
3. 我們的冒險（TV MIX） [3:56]
4. Reign Heart（TV MIX） [4:05]

## 收錄作品、翻唱
| 發行日期       | 標題                                          | 規格編號              |
| -------------- | --------------------------------------------- | --------------------- |
| 2002年1月23日  | 原創專輯《3 Colors infinity》                 | CTCR-18034            |
| 2002年1月23日  | 若草惠《碁 音撰 高》<tv-size>                 | AVCA-14272            |
| 2003年12月17日 | 《SINGLE HITS COLLECTION BEST OF avex anime》 | AVCA-14813 AVCA-14876 |
| 2010年4月14日  | 《新·百歌聲爛 男性聲優篇》（代永翼翻唱）      | ESCL-3396 ESCL-3398   |